# Coche, Venezuela
Coche eller Isla de San Pedro de Coche på spanska är en av tre öar som bildar Nueva Esparta, en av Venezuelas 23 delstater, till Nueva Esparta tillhör även Isla Margarita och Cubagua. Coche ligger tillsammans med Cubagua mellan Isla Margarita och fastlandet. Isla Margarita är den största av de tre öarna och där ligger delstaten Nueva Espartas huvudstad La Asunción. Cubagua är den minsta. 

## Geografi

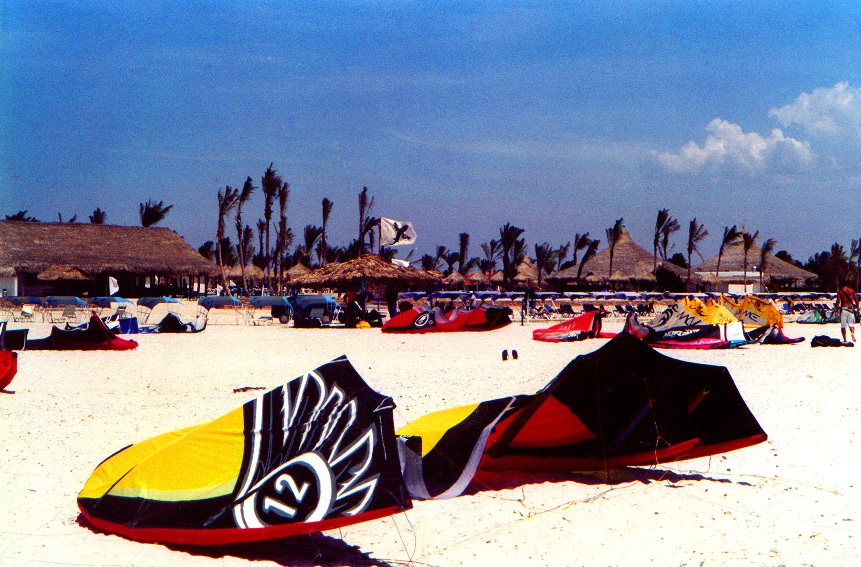
Kraftdrakar på Coche.

Coche har en yta på cirka 55 kvadratkilometer (cirka 11 kilometer lång och cirka 6 kilometer bred) med en befolkning på cirka 8 200 invånare 1999. Öns högsta punkt ligger 60 meter över havet och temperaturen ligger oftast mellan 25 och 30°C.  
Ön bildar kommunen Villalba, med staden San Pedro de Coche som huvudort. Andra samhällen är El Bichar, Guinima, El Amparo, El Guamache och La Uva.
Ekonomin har de senare åren kommit att bli allt mer beroende av turismen som huvudsaklig näring.

## Historia

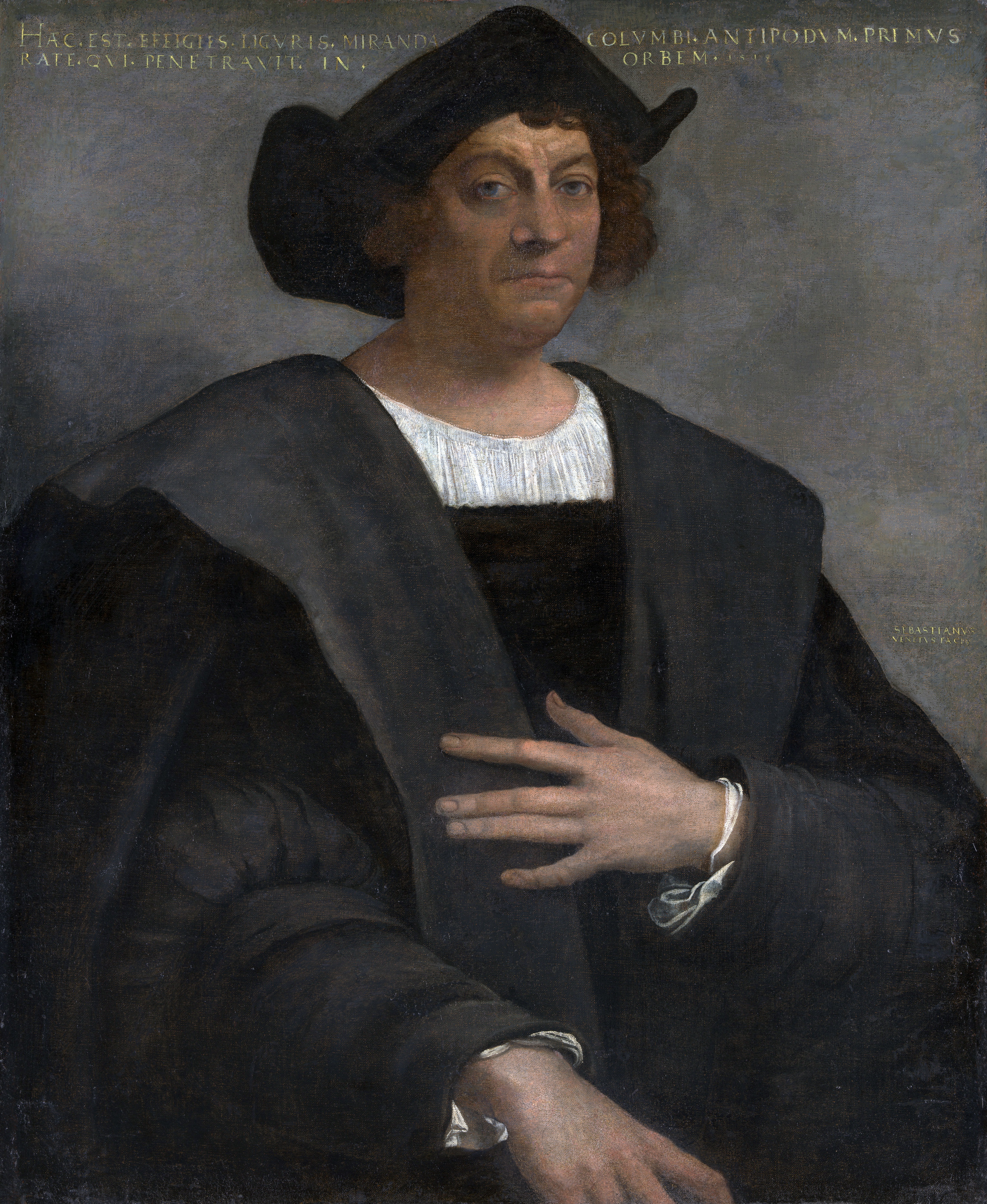
Christofer Columbus. Målning av Sebastiano del Piombo.

Ön upptäcktes 1498 av Christofer Columbus. Under 1500-talet fanns till och från bosättningar på ön. Det fanns bland annat under en period flyktingar från Cubagua och staden Nueva Cádiz som förstördes av en jordbävning 1541. De flesta bosättarna (som var pärlfiskare) lämnade ön 1574 då sjörövare som var ute efter pärlorna som man hämtade upp från havet blev ett allt större hot och man flyttade till Margarita där flera fort uppfördes som skydd.
Sedan 1800-talet har ön haft en fast befolkning.